# Joan Majó
Pour les articles homonymes, voir Majo (homonymie) et Cruzate.
Joan Majó i Cruzate, né le 30 mai 1939 à Mataró, est un homme politique et entrepreneur espagnol.
Élu maire de sa ville natale en 1979, il est nommé haut fonctionnaire du ministère de l'Industrie en 1982, puis ministre de l'Industrie trois ans plus tard. Il se retire de la vie politique, pour le milieu des affaires, en 1988.

## Biographie

### Un ingénieur de formation
Il étudie le génie industriel à l'université polytechnique de Catalogne et obtient un doctorat. Fondateur, en 1964, de l'entreprise Telesincro, première société espagnole de fabrication d'ordinateurs, il est désigné doyen du collège des ingénieurs de Barcelone en 1975, puis président du conseil espagnol des collèges des ingénieurs, cinq ans après.

### Parcours politique de Mataró à Madrid
Après avoir milité dans les milieux de la gauche chrétienne et participé à la fondation du Parti socialiste catalan (PSC), il se présente aux élections municipales du 3 avril 1979 dans sa ville natale de Mataró. Avec 30,8 % des voix, il remporte 8 sièges sur 25, et est élu maire avec l'appui du Parti socialiste unifié de Catalogne (PSUC), grâce à l'accord national entre socialistes et communistes.
Le 23 décembre 1982, il est nommé, en conseil des ministres, directeur général de l'Électronique et de l'Informatique du ministère de l'Industrie et de l'Énergie, ce qui le contraint à démissionner de son mandat municipal. À l'occasion du remaniement du 5 juillet 1985, il succède à Carlos Solchaga comme ministre de l'Industrie et de l'Énergie.
Élu député de la province de Barcelone au Congrès des députés lors des élections générales anticipées du 22 juin 1986, il n'est pas reconduit dans le nouveau gouvernement socialiste, formé le 26 juillet.

### Retour dans le secteur privé
Il est désigné, le 25 juin 1987, président du conseil d'administration d'Hispano Olivetti, filiale espagnole de la société italienne Olivetti, étant contraint, six mois plus tard, de démissionner de son mandat parlementaire pour incompatibilité. Par la suite, il devient consultant auprès de la Commission européenne dans le domaine de la société de l'information, puis président de NISA, société de promotion immobilière du village olympique des Jeux olympiques de Barcelone, dont il a été membre du comité d'organisation, avant de prendre la présidence de la société textile La Seda de Barcelona, au bord de la faillite, en 1994.
Membre de plusieurs organismes de contrôle ou de réflexion sous le dernier mandat du nationaliste Jordi Pujol comme président de la Généralité de Catalogne, président de la société d'aménagement de 22@, quartier barcelonais de l'innovation, il est choisi, le 16 janvier 2004, comme directeur général de la Corporation catalane de radio-télévision (CCRT) par Pasqual Maragall, chef du gouvernement catalan socialiste, après avoir reçu le feu vert d'une majorité du conseil d'administration, à savoir les membres désignés par le PSC, le Parti populaire et l'Initiative pour la Catalogne Les Verts (ICV). Il démissionne le 22 janvier 2008.
Il annonce le 20 octobre 2017, dans un courrier adressé à Miquel Iceta, qu'il renonce à sa condition de militant du Parti des socialistes de Catalogne. Il justifie son départ par le soutien du PSOE au gouvernement de Mariano Rajoy dans sa réaction au référendum d'indépendance, tout en dénonçant le mouvement indépendantiste.